# Garcinia sampitana
Garcinia sampitana là một loài thực vật có hoa trong họ Bứa. Loài này được Diels mô tả khoa học đầu tiên năm 1926.